# Вейлс (Юта)
Вейлс (англ. Wales) — місто (англ. town) в США, в окрузі Санпіт штату Юта. Населення — 338 осіб (2020).

## Географія
Вейлс розташований за координатами 39°29′9″ пн. ш. 111°38′10″ зх. д. / 39.48583° пн. ш. 111.63611° зх. д. (39.485736, -111.636214).  За даними Бюро перепису населення США в 2010 році місто мало площу 0,80 км², уся площа — суходіл. В 2017 році площа становила 1,03 км², уся площа — суходіл.

## Демографія
Згідно з переписом 2010 року, у місті мешкали 302 особи в 87 домогосподарствах у складі 75 родин. Густота населення становила 377 осіб/км².  Було 104 помешкання (130/км²).
Расовий склад населення:
| - 87,1 % — білих - 1,0 % — корінних американців - 0,3 % — вихідців з тихоокеанських островів - 10,6 % — осіб інших рас |

До двох чи більше рас належало 1,0 %. Частка іспаномовних становила 13,6 % від усіх жителів.
За віковим діапазоном населення розподілялося таким чином: 34,8 % — особи молодші 18 років, 49,6 % — особи у віці 18—64 років, 15,6 % — особи у віці 65 років та старші. Медіана віку мешканця становила 29,6 року. На 100 осіб жіночої статі у місті припадало 135,9 чоловіків;  на 100 жінок у віці від 18 років та старших — 118,9 чоловіків також старших 18 років.
Середній дохід на одне домашнє господарство  становив 52 596 доларів США (медіана — 46 250), а середній дохід на одну сім'ю — 54 759 доларів (медіана — 46 250). За межею бідності перебувало 16,5 % осіб, у тому числі 23,6 % дітей у віці до 18 років та 0,0 % осіб у віці 65 років та старших.
Цивільне працевлаштоване населення становило 65 осіб. Основні галузі зайнятості: освіта, охорона здоров'я та соціальна допомога — 41,5 %, публічна адміністрація — 13,8 %, виробництво — 12,3 %.